# Chaussée de Coudières
La chaussée de Coudières (ou rigole d'essai de Riquet) est une rigole d'essai du canal du Midi située à Arfons, dans le Tarn, en Occitanie.

## Description
La chaussée de Coudières n'a eu pour seul but que de prouver que la rivière Rougeanne aurait assez de débit pour alimenter le canal du Midi. Elle a permis de faire un essai avant la construction de la prise d'eau d'Alzeau, située elle-aussi à Arfons. La construction du canal du Midi est comprise entre 1667 et 1682, par Colbert d'après les plans de Pierre-Paul Riquet.
Dès lors que les travaux sont finis, la chaussée de Coudières est en partie détruite. C'était une ligne courbe construite en pierre sèche. Elle est inscrite au titre des monuments historiques par arrêté du 24 avril 1998.  
Elle est aussi inscrite au patrimoine mondial de l'UNESCO à travers le canal du Midi dont elle fait partie. Néanmoins, elle est aujourd'hui dans un état déplorable et en grande partie invisible. 